# 5150 Fellini
5150 Fellini eller 7571 P-L är en asteroid i huvudbältet som upptäcktes den 17 oktober 1960 av den nederländsk-amerikanske astronomen Tom Gehrels och det nederländska astronomparet Ingrid van Houten-Groeneveld och Cornelis Johannes van Houten vid Palomarobservatoriet. Den är uppkallad efter den italienska regissören Federico Fellini.
Asteroiden har en diameter på ungefär 5 kilometer.